# 錢天錫
钱天锡（？—？），字公胤，號长玉，湖广承天府沔阳州沔阳卫官籍。明朝政治人物。

## 生平
萬曆四十年（1612年）壬子科湖广鄉試舉人，天啓二年（1622年）壬戌科進士，初授户部主事，四年榷浒墅钞关，五年升员外，晋郎中，以卓异，两次纪录。六年八月任陕西提学佥事，称得人，调榆林中路道佥事。七年升广东右参议，崇祯三年升浙江水道按察副使，七年调任陕西副使，两次陪推延绥、宁夏巡抚，九年调简。十一年叙大捷播酋功，崇祯十二年（1639年）奉命整饬山西保定兵备副使，驻守蠡县，创陽春书院，纂修县志。十五年调岢岚道副使，召对陈修谏储备四事，赐茶果，升密云巡抚右佥都御史。始，方士亮劾罢密云巡抚王继谟，参政钱天锡得巡抚。御史孙凤毛发其事，劾给事中杨枝起、廖国遴为天锡夤缘，因言熊开元面奏，实二人主之，欲令邱瑜秉政，陈演为首辅。御史李陈玉亦言之。帝以开元已下吏，不问，而责令凤毛陈奏。凤毛死，其子诉冤，谓国遴、枝起鸩杀之。两人及天锡并削职下狱。著有《四书宗正录》、《驯鹤楼稿》，又编有《诗牖》十五卷。

## 家族
曾祖錢像，寿官。祖錢松，省祭。父錢崇高，庠生。